# Bufotoxine
 (mars 2014).

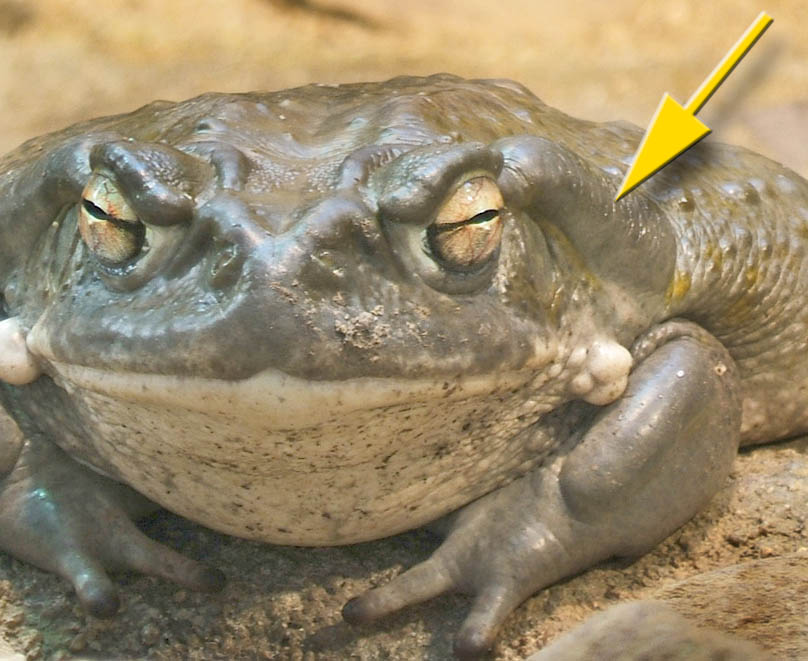
Bufo alvarius, l'une des espèces de crapaud ayant été étudié pour la toxicité de son mucus, notamment produit par les glandes parotoïdes (flèche jaune)

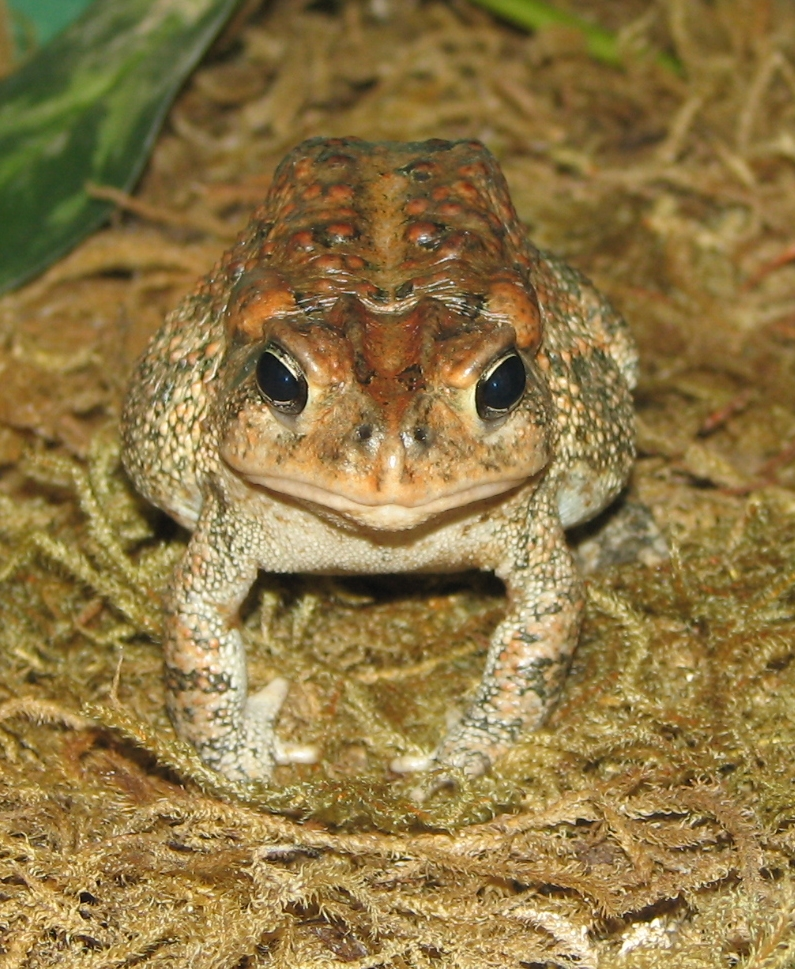
Bufo americanus en position d'intimidation ou de défense

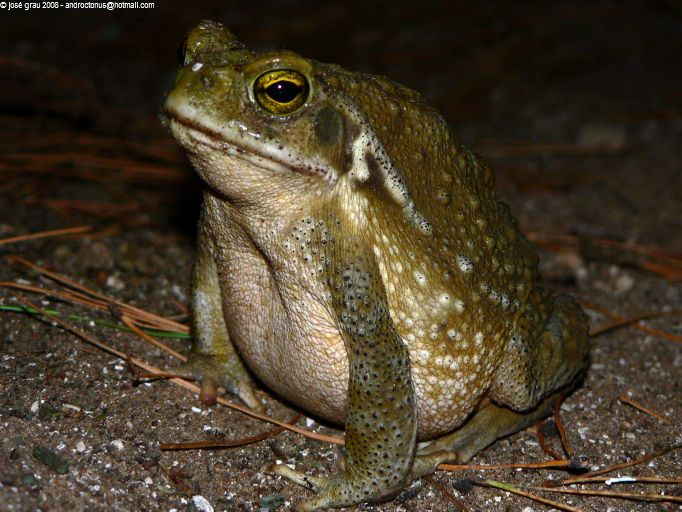
Bufo arenarum, autre espèce dont le venin est fortement toxique

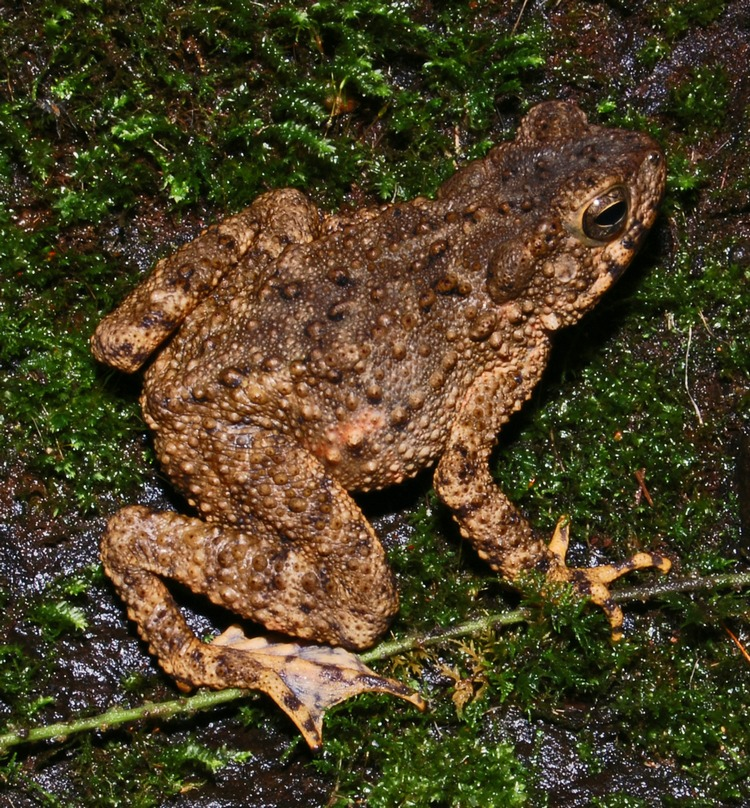
Bufo asper

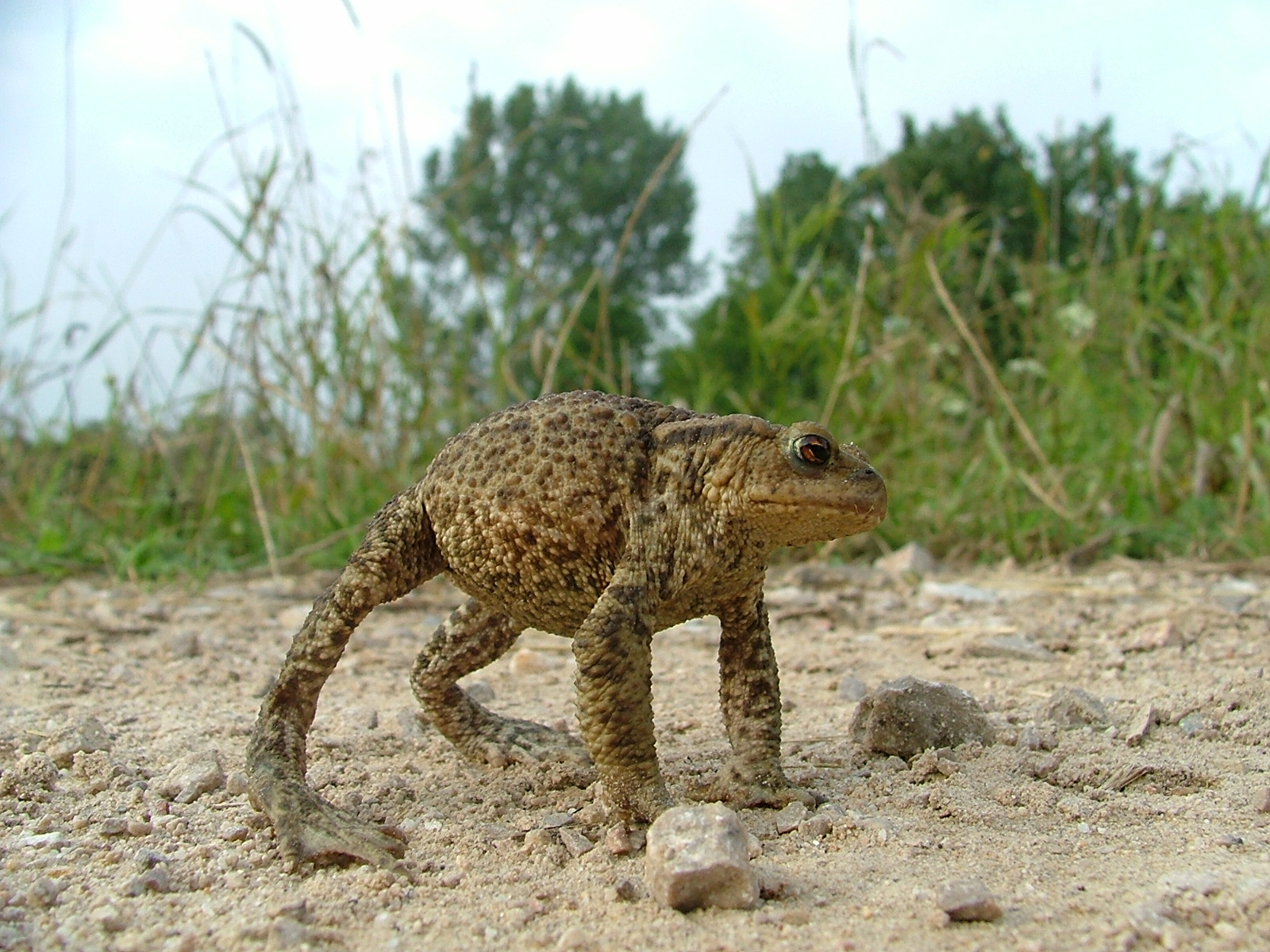
Bufo bufo en position défensive

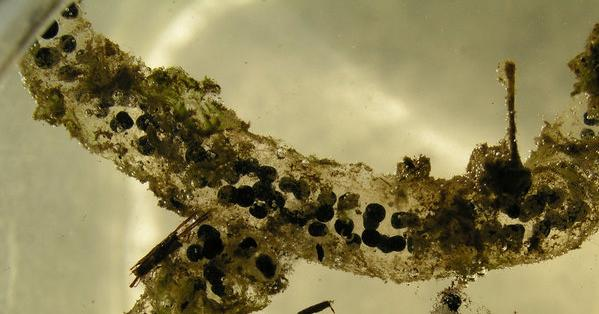
Le ruban d'œufs (ici de Bufo bufo, puis les têtards sont également protégés par un mucus les rendant toxiques ou inappétants pour la plupart des prédateurs

Les bufotoxines  sont une famille de toxines présentes dans les glandes parotoïdes, la peau et le « venin » de certains crapauds du genre Bufo, ainsi que d'autres amphibiens et certaines espèces de champignons.

## Symptômes d'intoxication
Les symptômes varient selon l'animal, son âge, le patient et le contexte. Outre de premiers signes bénins (picotement ou brûlure (sur yeux, muqueuses, blessures), les symptômes les plus cités par la littérature sont :
- pâleur
- bradycardie
- arythmie cardiaque
- fibrillation ventriculaire
- fibrillation atriale
- bloc de branche
- hypotension
- dyspnée
- Tachypnée
- hallucination
- Trouble de la vision
- paralysie (extrémités d'abord)
- hypersalivation
- diarrhée
- vomissement
- choc anaphylactique
- perte de connaissance
- arrêt respiratoire
- arrêt cardiaque

Un syndrome épileptique a été observé chez un enfant de 5 ans, cinq minutes après qu'il eut porté à la bouche un spécimen de Bufo alvarius. L'enfant a été soigné avec succès au diazepam et phénobarbital.
Dans les cas graves faisant suite à ingestion de mucus ou extrait de peau, la mort survient généralement dans les 6 à 24 h. Les patients ayant survécu plus de 24 h sont généralement sauvés.

## Histoire;entre toxique et médicaments

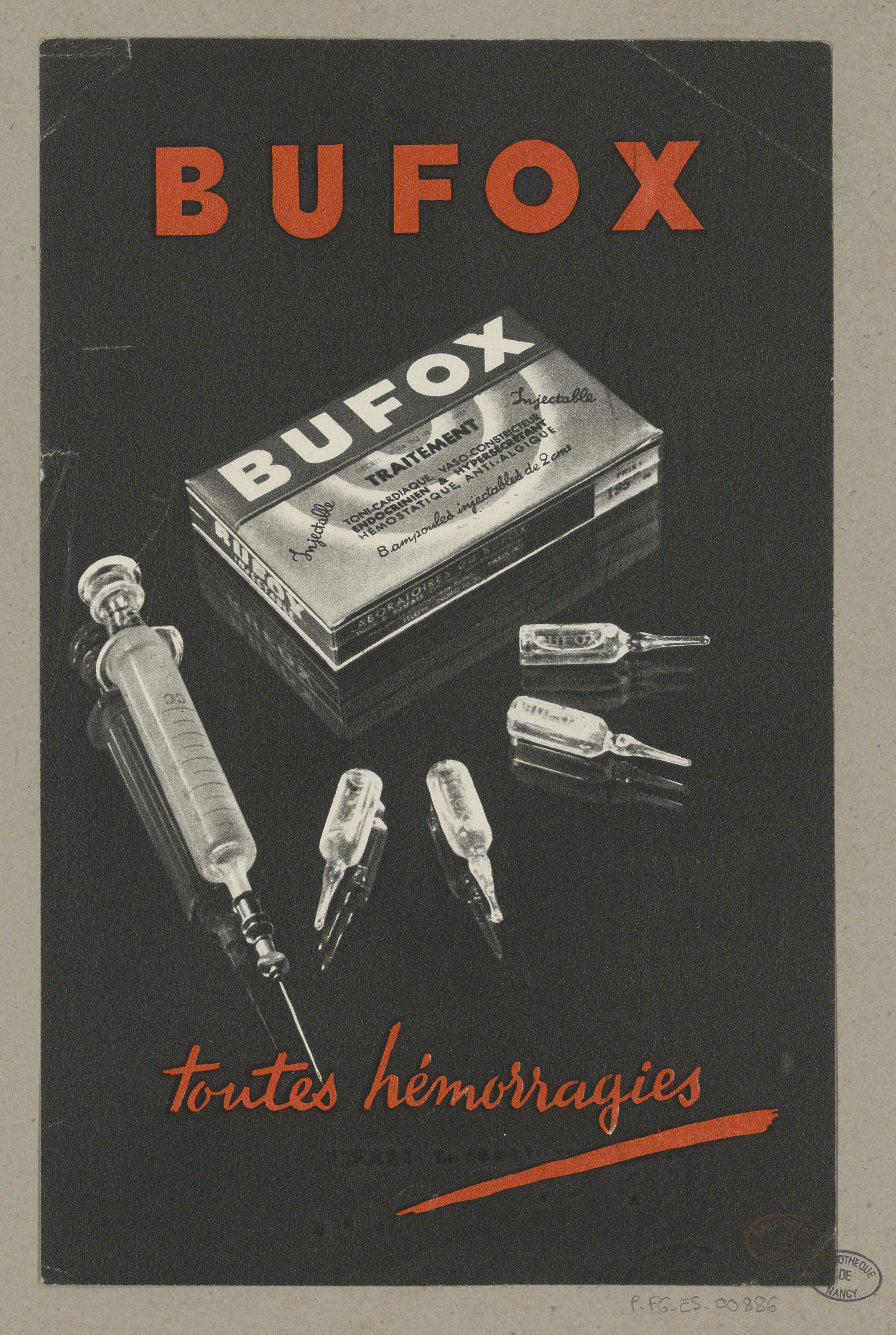
Hémostatique à base de Bufotoxine

Bien que connues depuis longtemps pour leur toxicité, certaines de ces toxines semblent depuis longtemps (non sans certains risques, avec parfois même des morts) utilisées par des médecines traditionnelles. En Chine, une poudre obtenue en broyant de la peau de crapaud séchée, connue sous le nom de chansu, 蟾酥, "Bufonis Venenum", est utilisée en médecine chinoise traditionnelle. 
En France, un hémostatique à base de Bufotoxine était commercialisé sous le nom de Bufox jusque dans les années 1960.
Dans le cadre de la recherche contre le cancer du foie, du poumon et du pancréas, les équipes américaines du Texas (Anderson Cancer Center) et chinoises (Université de Fudan) ont repris ce remède issu de la bufotoxine reconnue par la pharmacopée traditionnelle chinoise afin d'évaluer les capacités thérapeutique du puissant venin huachansu provenant des glandes cutanées de deux espèces de crapaud, le Bufo gargarizans et le Bufo melanostictus ; en 2013, l'Assemblée Nationale a déclaré avoir créé en 2009 un groupe d'étude scientifique afin d'évaluer les bienfaits de la Médecine Traditionnelle Chinoise (MTC).
On les a notamment utilisées pour leurs effets sur le cœur (tonicardiaque à doses infimes, facteur d'arythmie cardiaque éventuellement mortelle (par perturbation de la gestion des ions potassium, dite hyperkaliémie) à faible dose. D'autres pathologies ont été soignées par du venin de crapauds. Des venins de crapaud ont été expérimentés comme psychotrope aux États-Unis et en Australie Leurs effets psychoactifs sont pour partie discutés.
Le mucus de Bufo marinus est encore utilisé pour fabriquer une drogue utilisée par le culte vaudou.

## Hypothèses expliquant certains effets sur le cerveau

Bufoténine

Une des molécules communes du « venin » des crapauds est la bufoténine (N,N-dimethyl-5-hydroxytryptamine), aussi présente chez certaines grenouilles amazoniennes (Osteocephalus sp.), chez l'étoile de mer anciennement appelée Asterina pectinifera mais aujourd'hui Patiria pectinifera, dans le venin d'abeilles et dans certains champignons (Amanita).
- Cet alcaloïde indolique toxique est chimiquement très proche d'un neurotransmetteur, la sérotonine ; il en est la forme diméthylée (N,N-diméthylsérotonine).
- La molécule (5-hydroxy indol) est proche de la psilocybine (4-hydroxy indol), alcaloïde hallucinogène de champignons du genre Psilocybe.
- On a récemment découvert que cette bufoténine est parfois également présente chez l'Homme ; elle est anormalement synthétisée et retrouvée dans le sang et l'urine de patients présentant des troubles psychiques, et aussi chez des patients non drogués, n'ayant pas eu de contacts avec des amphibiens, mais violents[11]. On la retrouve dans l'urine ou le sang des patients pour toutes les grandes maladies psychiatriques, au point de la proposer comme indicateur de diagnostic[12].
- La molécule semble bien être identique dans les deux cas, mais il reste à confirmer que le même processus soit en jeu[13] et à déterminer si cette molécule est à l'origine des troubles mentaux chez l'homme[14], ou si elle est elle-même un sous-produit d'un autre processus pathologique. Des indices plaident en tous cas pour certaines similitudes entre l'action de la bufotoxine sur le cerveau, et en particulier sur la dégradation de la sérotonine et des processus intervenant dans les désordres mentaux[15].

## Exemples de crapauds étudiés pour la toxicité de leur mucus
- Bufo alvarius
- Bufo americanus
- Bufo arenarum
- Bufo asper
- Bufo blombergi
- Bufo bufo
- Bufo gargarizans
- Bufo formosus
- Bufo fowleri
- Rhinella marina (autrefois dit Bufo marinus)
- Bufo melanostictus
- Bufo peltocephalus
- Bufo quercicus
- Bufo regularis
- Bufo valliceps
- Bufo viridis
- Bufo vulgaris

(liste non exhaustive)

## Crapauds et toxines; généralités
- De nombreux amphibiens produisent des toxines endogènes ou stockent des toxines empruntées à leurs proies.
- Le venin endogène des crapauds, souvent très toxique[16],[17],[18] (parfois mortellement toxique pour de nombreux animaux pesant jusqu'à plusieurs dizaines de kilos) est produit par des glandes muqueuses spécialisées, disposées en amas (glandes granuleuses) à ou isolées et dispersées. Les glandes parotoïdes situées derrière les yeux sur les côtés de la tête en produisent habituellement le plus[19].
- Ces toxines semblent avoir au moins trois fonctions :
  - elles protègent efficacement la peau d'infections fongiques et bactériennes, y compris lors de leurs longs séjours d'hibernation (ou d'estivation chez certains crapauds de zone aride) ;
  - elles les défendent de leurs prédateurs ;
  - elles protègent les œufs d'éventuels prédateurs en les rendant inappétents et toxiques (il existe au moins un cas documenté  d'arythmie cardiaque ayant entrainé la mort chez l'Homme après ingestion d'œufs de crapaud (Bufo marinus)[1] ;
  - et peut-être les aident-ils à tuer leurs proies ou jouent-elles aussi un rôle d'hormones.
- Ce venin peut agir par contact avec les muqueuses (dont bouche, nez et yeux[20],[21]), par ingestion (y compris accidentelle[22] ou volontaire avec par exemple des patients morts d'arrêt cardiaque après avoir bu une soupe traditionnelle chinoise au crapaud, réputée éclaircir le sang[23]), ou par mise en contact de mucus de crapaud avec une blessure ou une brûlure fraîche.

## Exemples de toxines produites par des crapauds
On les divise en deux catégories de substances, regroupées selon leur structure moléculaire :
1. Bufadiénolides, qui sont des glycosides stéroïdaux (ex : bufotaline, bufogénine)
2. Dérivés de la tryptamine (ex : bufoténine)

On connait actuellement 5 bufotoxines composantes principales du venin (leur nom provient de l'espèce chez laquelle ces molécules ont été pour la première fois identifiées) :
- Vulgarobufotoxine,
- Cinobufotoxine,
- Gambagufotoxine,
- Marinobufotoxine,
- Alvarobufotoxine (5)

et il en existe probablement d'autres.
Chez les crapauds du genre Bufo, ces toxines dérivent toutes de la tryptamine.
Tous les bufos étudiés produisaient au moins la 5-HT et la bufoténine qui est hallucinogène ;
Bufo alvarius est le seul crapaud connu contenant de la 5-Me0-DMT ;
Bufo gargarizans contient de la bufothionine.
Le Bufo excrète aussi par les parotoïdes des bufodiénolides, dont des bufogénines ou bufagines en plus des bufotoxines.
- Ce sont des stéroïdes cardioactifs (stérols cardiotoniques à très faibles doses), synthétisés à partir du cholestérol[26].
- Ils sont extrêmement toxiques ; leurs effets sont toxicologiquement comparables à ceux des toxines végétales telles que la digitaline[27] et l'ouabaïne. 
Avant la découverte de la digitaline (molécule extraite de la digitale pourpre Digitalis purpurea), la médecine traditionnelle utilisait d'ailleurs des extraits de glandes ou des peaux de crapauds séchées et broyées comme tonicardiaque, expectorant, diurétique ou contre les maux de dents, la sinusite et des hémorragies digestives.
- Ils perturbent les cycles du sodium, du potassium et de l'adénosine triphosphate[28].
- S'ajoutent éventuellement des catécholamines : épinéphrine et norépinéphrine (certaines espèces produisant un venin contenant jusqu'à 5 % d'épinéphrine), indoléalkyulamines, stérols, tétrodotoxine (TTX, trouvé chez Atelopus oxyrhynchus[29])
- On peut aussi trouver des indoléalkylamines à des doses suffisantes pour produire des effets hallucinogènes et provoquer des contractions utérines et intestinales[30].

Remarque : quelques bufagines ont aussi un effet d'anesthésique local (peut-être utile pour le crapaud quand il est blessé ?, mais ne diminuant a priori pas la toxicité du venin pour un éventuel prédateur).
Le "venin" du crapaud Bufo alvarius contient à lui seul une véritable panoplie de toxiques :
- Bufotaline,
- Bufotoxine,
- Bufotalinine,
- Hellebrigénine,
- Télocinobufagine
- Marinobufagine,
- Adrénaline (vasopresseur & bronchodilatateur)
- Noradrénaline (vasopresseur & bronchodilatateur),
- Indolalkylamines (bufothionine, déhydrobufoténine, bufoténine, hallucinogènes),
- Bufoténidine (hallucinogène[24])
- Tétrodotoxine et divers analogues (neurotoxiques bloquant les canaux sodiques des membranes cellulaires)

D'autres Bufo ou les mêmes produisent aussi d'autres molécules, dont
- bufoténidine ;
- bufoténine (5-hydroxy-N,N-diméthyltryptamine). Cet alcaloïde indolique de la famille des tryptamine est proche de la sérotonine, de la N-méthylsérotonine, la 5-méthoxy-N-méthyltryptamine et de la mélatonine. C'est une toxine commune chez les amphibiens, mais également produites par les graines de certaines plantes (Légumineuses (Fabaceae), dont fèves, haricots)[10]. Cette molécule provoque chez l'homme un désordre mental avec des symptômes de schizophrénie et d'autres symptômes de type psychotiques, probablement en raison d'une structure moléculaire proche de celle du LSD qui la guide vers les récepteurs 5HT2. On lui accorde des propriétés d'hallucinogène mais aussi des propriétés (discutées) d'aphrodisiaque[10] S[32]. 
C'est une des molécules qui serait active chez ceux qui aux États-Unis ou en Australie lèchent certains venins de crapaud ou le fument pour expérimenter leur effet psychotrope[10]. Sa cinétique dans l'organisme a été étudiée chez le rat[33] et dans le cerveau du rat[34]. 
Une composition aphrodisiaque réputée être d'origine amérindienne et contenant de la bufoténine sous forme de venin de crapaud (Bufo gargarizans) a été vendue (sous le nom love stone ou rock hard ou « Blackstone, aux États-Unis dans les épiceries, les débits de tabac ou par des vendeurs de rue. Ce produit a tué de nombre de ses utilisateurs[35],[36]

## Nombre de cas
Le nombre de cas de bufotoxine ne cessent d'augmenter depuis 1940 (surtout en Australie, à cause de l'introduction des Crapauds buffles). Le nombre de cas est tellement élevé, que même aujourd'hui, il n'y a pas de compteur exact, le chiffre s'élèverait à des centaines de milliers de cas et quelques milliers de morts depuis 1940 (les chiffres apportés ici ne sont que des spéculations de sources plus ou moins fiables et donc n'est pas forcément la réalité).

## Méthodes analytiques
- Immunofluorescence[37]
- Spectrométrie de masse[38].